# Армбу Капел
Армбу Капел (фр. Armbouts-Cappel) је насељено место у Француској у региону Север-Па де Кале, у департману Север.
По подацима из 2011. године у општини је живело 2468 становника, а густина насељености је износила 243,15 становника/km².

## Демографија
| 1962. | 1968. | 1975. | 1982. | 1990. | 2011. |
| ----- | ----- | ----- | ----- | ----- | ----- |
| 1.049 | 1.048 | 1.178 | 2.562 | 2.656 | 2.468 |